# Windows 8.1
Windows 8.1 je član Windows NT porodice operativnih sistema i naslednik sistema Windows 8. Prva predstavljena verzija sistema je bila beta verzija u junu 2013. godine, dok je puna verzija izdata 27. avgusta 2013. Windows 8.1 je za korisnike Windows 8 operativnog sistema dostupan preko Windows Store-a.

## Minimalne hardverske specifikacije
| Procesor                      | 1 GHZ                                 |
| RAM memorija                  | 1024 MB (32-bit) ili 2048 MB (64-bit) |
| Slobodna memorija hard disk-a | 16 GB (32-bit) ili 20 GB (64-bit)     |
| Ulazni uređaji                | Miš i tastatura ili tač-skrin         |
| Izlazni uređaj                | Monitor                               |
| Vrsta računara                | Tradicionalni PC ili tablet PC        |